# Shyam Kakara
Shyam Kakara (ur. 25 lipca 1996) − indyjski bokser kategorii papierowej, brązowy medalista młodzieżowych mistrzostw świata z 2014 roku.

## Kariera amatorska
W kwietniu 2014 był uczestnikiem młodzieżowych mistrzostw świata w Sofii. W walce o finał zmierzył się z Kazachem Szałkarem Ajkynbajem. Przegrał z nim wyraźnie na punkty, zdobywając brązowy medal w kategorii papierowej.